# Lackland Air Force Base

Lackland Air Force Base.

La Lackland Air Force Base (code IATA : SKF • code OACI : KSKF) est une base de l'United States Air Force située à San Antonio au Texas.

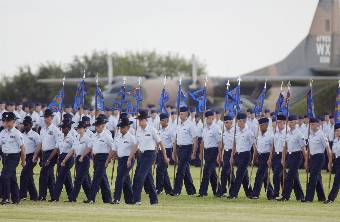
Instructeurs de formation militaire et stagiaires participant au défilé de remise des diplômes de la formation militaire de base.

Elle est sous la juridiction du Air Education and Training Command (AETC).
Cette base fait partie depuis 2010 de la Joint Base San Antonio (en), un regroupement du Fort Sam Houston de l'armée américaine, de la Randolph Air Force Base de l'USAF et de la Lackland Air Force Base.